# Beronicià
Beronicià (Beronicianus, Βερονικιανός) fou un filòsof grec nadiu de Sardes a Lídia. Va gaudir de considerable reputació segons diu Eunapi, que és l'únic que l'esmenta a la seva Vitae sophistae.